# بنز أنطوان
بنز أنطوان (بالفرنسية: Benz Antoine)‏
```
هو 
ممثل
 
كندي
 
وهايتي
، ولد في 22 يونيو 1972 
بمونتريال
 في 
كندا
.
[
2
]
[
3
]
```

## أعمال

### أفلام
- (2000) روميو يجب أن يموت[4]
- (2003) جوثيكا[5]
- (2007) أنا لست هناك[6]
- (2008) سباق الموت[7]

## وصلات خارجية
- بنز أنطوان على موقع IMDb (الإنجليزية)
- بنز أنطوان على موقع ألو سيني (الفرنسية)
- بنز أنطوان على موقع أول موفي (الإنجليزية)
- بنز أنطوان على موقع قاعدة بيانات الأفلام السويدية (السويدية)
- بنز أنطوان على موقع قاعدة بيانات الفيلم (الإنجليزية)
- بنز أنطوان على موقع كينوبويسك (الروسية)